# غليب شفتشينكو
غليب شفتشينكو (بالروسية: Глеб Вячеславович Шевченко)‏ هو لاعب كرة قدم بيلاروسي في مركز الوسط، ولد في 17 فبراير 1999 في مازير في بيلاروس. شارك مع منتخب بيلاروسيا تحت 21 سنة لكرة القدم ومنتخب بيلاروس لكرة القدم. أما مع النوادي، فقد لعب مع شاختيور سوليجورسك ونادي سلافيا-موزير.

## وصلات خارجية
- غليب شفتشينكو على موقع الاتحاد الأوربي (الإنجليزية)
- غليب شفتشينكو على موقع قاعدة بيانات كرة القدم.إي يو (الإنجليزية)
- غليب شفتشينكو على موقع ناشيونال فوتبول تيمز (الإنجليزية)
- غليب شفتشينكو على موقع Soccerway.com (الإنجليزية)